# 名作洋画ノーカット10週
『SONY PRESENTS 名作洋画ノーカット10週』（めいさくようがノーカット10しゅう）は、ソニーの一社提供による日本の映画番組。1983年4月14日から1984年6月23日までの間に、TBSテレビ系列で深夜番組として放送された。全20回。
キャッチコピーは、「あの映画、もう一度。あの感動、もう一度。」「ビデオ録画のチャンス！あの名画が甦る！！」。

## 概要
当時の映画番組は、放送枠に合わせカットを行い上映時間が長い作品は前後編に分けて放送することが通例だったが、その中で全作品をノーカットで一挙放映するという画期的な番組であった。また、すべての作品にニュープリントのフィルムを用いており、音声も当時では珍しい2か国語放送にするなど、ホームメディア普及前のファンを喜ばせる内容であった。
スポンサーのソニーが自社製品である家庭向けビデオテープ「ベータマックス」の販売促進のため企画した番組であり、同社の一社提供で放送。また、CMは作品の中間に雰囲気を壊さないものが一度だけであり、タイミングもベータマックスの標準録画時間である一時間を目安にして、CM中にテープの交換を行えるよう配慮するという試みがされている。
放送は、1年に10回で2年間続いたため全20回となっている。放送時間は、開始時間は統一していたが終了時間は作品の長さにより毎回異なっていた。
作品のラインナップ選定は、ソニーによるベータマックスのプレゼント企画と併せて募ったものを参考に行ったため、事実上ファンによるリクエストで決定している。
吹き替えは、一作を除きすべて新規制作された。また、この時の吹き替えは後に発売されたソフトに収録される機会が多い。なお、『レット・イット・ビー』のみは吹き替えを用いず、字幕スーパー・ステレオ音声で放送している。
番組名の通りノーカットを謳っていたものの、『騎兵隊』に関しては2023年のBlu-ray Disc販売時の調査で、約5秒のカットがあったことが判明している。

## 出演・スタッフ
- 解説 - 関光夫（1983年放送分のみ）
- プロデューサー - 熊谷国雄（1983）、安田孝夫（1984）
- 日本語版制作 - TBS、東北新社（#1～18, 20）、ザック・プロモーション（#19）
- 提供 - SONY（ソニー）

## 放送作品
※吹替収録：後にホームメディアへ収録した場合は〇、再放送のカット音源を収録の場合は△、未収録の場合は×で表記。詳細は各作品記事を参照。
| #  | 放送日         | 作品                                             | 公開年 | 製作国         | 吹替収録 | 備考 出典                       |
| -- | -------------- | ------------------------------------------------ | ------ | -------------- | -------- | ------------------------------- |
| 1  | 1983年 4月14日 | ジャイアンツ Giant                               | 1959年 | アメリカ合衆国 | 〇       |                                 |
| 2  | 4月21日        | ロミオとジュリエット Romeo and Juliet            | 1954年 | イギリス       | ×        |                                 |
| 3  | 4月28日        | 男と女 Un homme et une femme                     | 1966年 | フランス       | ×        |                                 |
| 4  | 5月5日         | 夜の大捜査線 In the Heat of the Night            | 1967年 | アメリカ合衆国 | 〇       |                                 |
| 5  | 5月12日        | 真夜中のカーボーイ Midnight Cowboy               | 1969年 | アメリカ合衆国 | ×        |                                 |
| 6  | 5月19日        | 荒馬と女 The Misfits                             | 1961年 | アメリカ合衆国 | 〇       |                                 |
| 7  | 5月26日        | 騎兵隊 The Horse Soldiers                        | 1959年 | アメリカ合衆国 | 〇       | 数秒のカット有                  |
| 8  | 6月2日         | マイ・フェア・レディ My Fair Lady                | 1964年 | アメリカ合衆国 | 〇       |                                 |
| 9  | 6月9日         | あなただけ今晩は Irma la Douce                   | 1963年 | アメリカ合衆国 | 〇       | [ 5 ]                           |
| 10 | 6月16日        | サイコ PSYCHO                                    | 1960年 | アメリカ合衆国 | ×        |                                 |
| 11 | 1984年 4月14日 | レット・イット・ビー Let It Be                   | 1970年 | イギリス       | N/A      | 字幕スーパーで放送 ステレオ放送 |
| 12 | 4月21日        | フランス軍中尉の女 The French Lieutenant's Woman | 1981年 | イギリス       | ×        |                                 |
| 13 | 4月28日        | 理由なき反抗 Rebel Without a Cause               | 1955年 | アメリカ合衆国 | △        |                                 |
| 14 | 5月5日         | チキ・チキ・バン・バン Chitty Chitty Bang Bang   | 1968年 | イギリス       | ×        | 吹替は既存音源を流用            |
| 15 | 5月12日        | ダイヤルMを廻せ! Dial M for Murder               | 1954年 | アメリカ合衆国 | ×        |                                 |
| 16 | 5月19日        | ペーパー・ムーン Paper Moon                      | 1973年 | アメリカ合衆国 | 〇       |                                 |
| 17 | 5月26日        | 白鯨 Moby Dick                                   | 1956年 | アメリカ合衆国 | 〇       |                                 |
| 18 | 6月2日         | 華麗なるギャツビー The Great Gatsby              | 1974年 | アメリカ合衆国 | ×        |                                 |
| 19 | 6月16日        | 鉄道員 Il ferroviere                             | 1956年 | イタリア       | ×        |                                 |
| 20 | 6月23日        | アメリカン・グラフィティ American Graffiti       | 1973年 | アメリカ合衆国 | 〇       | [ 6 ]                           |

## ネット局
| 放送対象地域 | 放送局           | 系列    | 備考       |
| ------------ | ---------------- | ------- | ---------- |
| 関東広域圏   | TBSテレビ（TBS） | TBS系列 | 【制作局】 |
| 近畿広域圏   | 毎日放送（MBS）  | TBS系列 |            |